# Jacek Wojciechowski (profesor nauk technicznych)
Jacek Wojciechowski (ur. 24 grudnia 1942 w Karczewie, zm. 23 maja 2015) – polski profesor nauk technicznych.

## Życiorys
Jacek Wojciechowski był profesorem zwyczajnym w Wydziale Elektroniki i Technik Informacyjnych Politechniki Warszawskiej.
Ukończył studia na Wydziale Elektroniki Politechniki Warszawskiej (1966) oraz na Wydziale Matematyki i Mechaniki Uniwersytetu Warszawskiego (1975). W latach 1970 — 2015 zatrudniony jako nauczyciel akademicki na Politechnice Warszawskiej, początkowo w Instytucie Podstaw Elektroniki, a od 1997 roku w Instytucie Radioelektroniki. W latach 1997 — 2000 kierownik Zakładu Radiokomunikacji. W latach 2002 — 2007, równolegle z zatrudnieniem w Politechnice Warszawskiej, pracował w Szkole Głównej Gospodarstwa Wiejskiego, Wydział Zastosowań Informatyki i Matematyki, gdzie był kierownikiem Zakładu Informatyki Stosowanej. 
Jego zainteresowania dotyczą: systemów, przetwarzania i transmisji sygnałów oraz grafów, sieci i metod kombinatorycznych a także optymalnego projektowania i diagnostyki systemów analogowych. Był zatrudniony jako profesor wizytujący w Washington State University, Ohio University (U.S.A.) oraz University of Waterloo (Kanada). Brał udział lub kierował zespołami wykonującymi projekty na zlecenie Komitetu Badań Naukowych i instytucji zewnętrznych. Koordynował projekt europejski Tempus oraz uczestniczył w projektach w Kanadzie i U.S.A. Opiniodawca licznych projektów finansowanych przez Unię Europejską. 
Promotor 9 prac doktorskich. Autor kilku monografii, skryptów oraz ponad stu dwudziestu publikacji (w tym wielu w czasopismach międzynarodowych). Associate Editor czasopisma Journal of the Franklin Institute.
Zmarł 23 maja 2015 roku.

## Stanowiska
- wicedyrektor Instytutu Systemów Elektronicznych PW
- kierownik Zakładu Radiokomunikacji Instytutu Radioelektroniki PW
- kierownik Zakładu Informatyki Stosowanej SGGW

## Członkostwa
- IEEE

## Nagrody, wyróżnienia, odznaczenia
- Medal Komisji Edukacji Narodowej

## Działalność pozanaukowa
- Członkostwo Rad Nadzorczych, m.in. Rafineria Gdańska, Famor S.A., Metalchem Opole i inne (lata 90.).
- Doradca Wydawnictw Komunikacji i Łączności.

## Ważne publikacje
Książki:
- A. Konczykowska, J. Wojciechowski, Podstawy topologicznych metod analizy układów elektrycznych PWN, Warszawa 1973.
- J. Wojciechowski, Analiza wrażliwościowa analogowych układów elektrycznych z wykorzystaniem twierdzenia Tellegena, Wyd. PW, Warszawa 1989.
- J.M. Wojciechowski, Piecewise Ellipsoidal Approximation – Applications to System Design, WKiŁ, Warszawa 2001.
- J.M. Wojciechowski, Sygnały I Systemy, WKiŁ, Warszawa 2008.
- K. Snopek, J.M. Wojciechowski, Sygnały i systemy. Zbiór zadań. Oficyna Wydawnicza Politechniki Warszawskiej, Warszawa 2010.
- J. Wojciechowski, K. Pieńkosz, Grafy i sieci. Państwowe Wydawnictwa Naukowe, Warszawa 2013.